# Малый Сунукуль
Ма́лый Суну́куль — озеро в Челябинской области, в Чебаркульском районе, севернее города Чебаркуль.

## География
Рядом с Малым Сунукулем расположены озёра Большой Сунукуль, Малый и Большой Кисегач и Большой Теренкуль. Недалеко находится село Непряхино. Граничит с Ильменским заповедником.
Административно входит в Непряхинское сельское поселение.

## Название
Название озера происходит от распространённого в прошлом у татар и башкир мужского имени Суну, означающего «поздний», «последний», как отражение порядка появления ребёнка в семье.

## Растительный и животный мир
Дно озера ровное илистое. Здесь обитает лещ, плотва, карась, линь, окунь, ёрш, щука и карп. В 2007 году сюда запустили рипуса и налима.